# Stanislav Pánis
Stanislav Pánis (* 29. ledna 1950) je slovenský nacionalistický politik Slovenské národní strany (SNS) a předseda národovecké organizace Slovenská národná jednota, po sametové revoluci československý poslanec Sněmovny národů Federálního shromáždění za SNS.

## Biografie
Na jaře 1990 spoluzakládal Slovenskou národní stranu, za kterou ve volbách roku 1990 kandidoval a byl zvolen do slovenské části Sněmovny národů (volební obvod Středoslovenský kraj). Ve Federálním shromáždění setrval do voleb roku 1992. Ještě před koncem svého poslaneckého mandátu byl ze Slovenské národní strany pro své radikální požadavky okamžitého vyhlášení samostatnosti Slovenska vytlačen. Šlo o jednu z prvních vnitrostranických krizí v SNS. Kromě něj stranu tehdy opustila i poslankyně Eliška Záležáková. Po vyloučení ze Slovenské národní strany se stal předsedou nově založené radikální národovecky orientované formace Slovenská národná jednota (uváděna též jako Strana národnej jednoty). Historik Jan Rychlík uvádí stranu Slovenská národná jednota mezi krajně nacionalistickými fašizujícími subjekty. Měla vzniknout až koncem roku 1990 odtržením od SNS.
Později se ale do SNS vrátil a v parlamentních volbách na Slovensku roku 2012 za ni kandidoval, ovšem až na posledním (150.) místě kandidátní listiny a nebyl zvolen. Profesně se uvádí jako ekonom, bytem Bratislava. Svou kandidaturu za SNS komentoval následovně: „Som národne orientovaný a keď som videl, ako sa národná scéna triešti, rozhodol som sa pre relevantnú a perspektívnu stranu, ktorá má možnosť dostať sa do parlamentu“. V minulosti kandidoval neúspěšně i na prezidenta (prezidentské volby na Slovensku 2009, tehdy ovšem nakonec kandidaturu stáhl, aby netříštil „národní a křesťanské síly“) nebo na primátora Bratislavy.
Angažuje se v nacionalistických organizacích. V roce 2008 je uváděn jako předseda organizace Spoločnosť pre zachovanie tradícií, která udržuje odkaz slovenského prezidenta Jozefa Tisa a hodlala formou veřejné sbírky zajistit opravu Tisova rodného domu. Tehdy je Pánis pořád zmiňován i jako předseda sdružení Slovenská národná jednota.